# Nela Martínez Espinosa
Nela Martínez Espinosa (* 24. November 1912 als Mariana de Jesús Martínez Espinosa in Cañar, Ecuador; † 30. Juli 2004 in Havanna, Kuba) war eine ecuadorianische Schriftstellerin, Kommunistin und Politikerin, die sich insbesondere für die Rechte der Frauen und der indigenen Bevölkerung Lateinamerikas einsetzte. Sie war die erste weibliche Abgeordnete in Ecuador und das erste weibliche Mitglied des Exekutivausschusses der Partido Comunista del Ecuador. Außerdem gilt sie als erste ecuadorianische Autorin des 20. Jahrhunderts, deren literarisches Schaffen sich vom Traditionalismus löste und ein Vorbild für den sozialistischen Realismus der 1930er-Jahre darstellte.

## Leben

### Kindheit und Jugend
Nela Martínez Espinosa wurde in der Provinz von Cañar geboren. Als Tochter von Enriqueta Espinosa und dem konservativen César Martínez Borrero, die ebenfalls beide aus Cañar stammten, wuchs sie in einer streng katholischen Familie auf. Sie war das achte von insgesamt fünfzehn Kindern. Nela Martínez Espinosa wurde von Beginn ihres Lebens an literarisch geprägt. Im Elternhaus ließen sich alle Bücher finden, die laut dem katholischen Index erlaubt waren, und ihre Mutter vermachte ihr die Leidenschaft zum Lesen. So wurde sie schon früh an den Umgang mit Literatur herangeführt.
Als Kind besuchte Nela Martínez Espinosa die Klosterschule Las Monjas catalinas de Cañar bis sie 1924 auf das Internat Los Sagrados Corazones in Cuenca geschickt wurde. Dort wurde sie im Jahr 1926 Zeugin eines Aufstandes der indigenen Bevölkerung gegen die Erhöhung des Salzpreises, dessen Steuereinnahmen der Fertigstellung der Kathedrale von Cuenca dienen sollte. Da es zu dieser Zeit für Frauen eher unüblich war zu studieren, musste sie nach dem Abschluss der Schule im Alter von sechzehn Jahren in ihre Geburtsstadt zurückkehren. In der folgenden Zeit spielte das Lesen, das Besuchen von Bibliotheken und Büchereien eine große Rolle in ihrem Leben. In den 1930er-Jahren besuchte sie zusammen mit ihrer Mutter Guayaquil, wo sie erste Chroniken für die Zeitschrift El Télégrafo verfasste. Dort lernte sie auch Joaquín Gallegos Lara kennen. Nach ihrer Rückkehr nach Cañar, blieben die beiden in Briefkontakt. Im Jahr 1933 lebte sie sowohl in Cañar als auch in Cuenca, bei ihren Großeltern mütterlicherseits, umgeben von einer Gruppe intellektueller Jugendlicher. Zusammen sprachen sie über Literatur, lasen, schrieben, rezitierten Gedichte, stets mit Bezug auf ihre politische Einstellung. Sie vertraten die Meinung, dass die sozioökonomische Revolution des Proletariats und also auch der Kommunismus die einzig würdevolle Lebensform in Entwicklungsländern wie jenen Lateinamerikas seien. 1934 wurde eine ihrer ersten Kurzgeschichten mit dem Titel El Azote mit einem Preis ausgezeichnet.
Aufgrund des Verlustes des familiären Vermögens durch den Vater sah Nela Martínez Espinosa sich in der Verantwortung für den Lebensunterhalt der Familie mitaufzukommen und begann in Ambato zu arbeiten. Dort mietete sie sich ein Zimmer im Haus der Familie Chacón und ernährte sich fast ausschließlich von Äpfeln, um sich den Umständen der neuen Zeit und der enormen Wirtschaftskrise Ecuadors des 20. Jahrhunderts anzupassen. Sie schloss sich einer kleinen kommunistischen Gruppierung in Ambato an und war fortan die einzige Frau in diesem Kreis. 1934 wandte sie sich dem politischen Aktivismus zu und geriet zunehmend in Konflikt mit der Staatsgewalt und der Regierung. Im Alter von 21 Jahren heiratete die Aktivistin Joaquín Gallegos Lara in Ambato.

### Erwachsenenalter
Nach der Hochzeit kehrte Nela Martínez Espinosa mit ihrem Ehemann nach Guayaquil zurück und lebte dort acht Monate mit dessen Mutter, dem Kritiker Francisco Ferrandiz Albors, Enrique Gil Gilbert, Alba Calderón de Gil und Alfredo Palacios in einer gemeinsamen Wohnung. Ihr Hauptaugenmerk lag auf der Auseinandersetzung mit Literatur. Nela Martínez Espinosa trat dort außerdem der kommunistischen Partei bei und wurde ein aktives Mitglied, das hohes Ansehen genoss. Zu dieser Zeit etablierte sie sich auch als Schriftstellerin. Sie schrieb unter verschiedenen Pseudonymen für unterschiedliche Zeitungen, stets mit Referenz zu den politischen Themen, die ihr literarisches Schaffen stark beeinflussten. Die finanzielle Situation aber machte ihr zu schaffen und sie entschloss sich zurück nach Ambato zu gehen, um dort Arbeit zu finden. Bald darauf folgte die Scheidung von Gallegos Lara.

#### Kommunistisches und antifaschistisches Engagement
Im Jahr 1935 arbeitete Nela Martínez Espinosa an der Wiedervereinigung der linken Parteien mit. Ein Jahr später organisierte sie einen medizinischen Dienst gegen Malaria und wurde Sekretärin am Rechnungshof unter der Leitung von Minister Jerónimo Avilés Alfaro. Daraufhin zog sie nach Quito, zur Lehrerin und linken Aktivistin María Luisa Goméz de la Torre. Zusammen mit ihr erzog sie ihren Sohn Leonardo Paredes Martínez.
Im November 1941 half sie in der Casa del Obrero bei der Organisation des Komitees der populären antitotalitären Bewegung zur Bekämpfung der Verbreitung des bedenklichen Gedankengutes in Ecuador und wurde zur Sekretärin für Organisation und Propaganda gewählt. Im Januar 1942 intensivierte sich die antifaschistische Kampagne zur Verteidigung der Demokratie. Im Februar nahm Nela Martínez Espinosa an der ersten nationalen antifaschistischen Konferenz teil, die in den Räumlichkeiten der allgemeinen Gesellschaft der Arbeiter und Arbeiterinnen von Guayaquil stattfand. Im März begannen sie mit der Herausgabe der Zeitschrift Antinazi mit acht Seiten, die sich im ganzen Land für zehn Cent pro Exemplar verkaufte und von der bis 1944 insgesamt 36 Ausgaben publiziert wurden.
1943 schloss sie sich den Reihen der Acción Democrática Ecuatoriana, kurz ADE an, um gegen den Machtmissbrauch und die Willkür des Präsidenten Carlos Alberto Arroyo del Río zu protestieren. Außerdem reiste sie nach Ipiales, um José María Velasco Ibarra zu interviewen. Nach ihrer Rückkehr stellte sie sich als Zugehörige des ADE-Vorstandes aktiv gegen die Regierung. Am 29. Mai 1944, als sie vom Triumph der Revolution in Guayaquil erfuhren, beschloss der Vorstand im Zuge einer Volksdemonstration den Präsidentenpalast einzunehmen. Drei Tage lang hatte Nela Martínez Espinosa das Amt der Regierungsministerin inne, ist aber dennoch, wie viele weitere Frauen auch, nicht auf der offiziellen Liste der Staatsminister und Staatsministerinnen zu finden. Ende 1945 ernannten die Arbeiter und Arbeiterinnen Ecuadors Pedro Saad zum funktionalen Abgeordneten der Nationalen Verfassungsgebenden Versammlung. Nela Martínez wurde seine zweite Stellvertreterin. Sie nahm seit dem 12. Dezember 1945 an drei Sitzungen der Vollversammlung teil. Damit war sie die erste Frau, die im Land zur Abgeordneten befördert wurde und die erste, die zum Mitglied des Exekutivausschusses der Kommunistischen Partei Ecuadors gewählt wurde. Zudem nahm sie Ende des Jahres 1946 die Einladung an, in Guatemala an der Gründung einer kommunistischen Partei mitzuarbeiten. 1950 nahm sie am Streik in der Fabrik La Industrial von Ramón González Artigas teil und mobilisierte die Angehörigen der Arbeiter und Arbeiterinnen in Chimbacaye. Der Polizeiintendant Colonel N. Quintana ordnete ihre Inhaftierung an. Daraufhin musste sie 24 Stunden in Haft verbringen. Im darauf folgenden Jahr heiratete Nela Martínez Espinosa den Gründungspräsidenten der Anti-Nazi-Bewegung Ecuadors Raymond Meriguet Coussegal. Das Ehepaar bekam drei Kinder, beteiligte sich weiterhin aktiv an politischen Angelegenheiten und führte eine glückliche Ehe bis zu Raymond Meriguets Tod im Jahr 1989.

#### Feministisches Engagement
1938 war Martínez Espinosa eine der Organisatorinnen der Ecuadorianischen Frauenallianz, einer Gruppe mit Volkscharakter auf nationaler Ebene, die unter der Präsidentschaft von Professorin Matilde Nogales und mit Hilfe von Nela Martínez, María Luisa, Raquel Verdesoto de Romo Dávila, Lucía Clavijo und anderen fortschrittlich denkenden Frauen aus Quito und dem Rest des Landes für die Verbesserung der Lage der Frauen kämpfte. Sie trafen sich regelmäßig, hielten Vorträge und Konferenzen ab und führten Projekte durch. Später hielt Martínez Espinosa sich in Bogotá auf, um dort die Allianza Feminina Columbiana zu gründen.
In den Jahren 1945 und 1946 leistete sie feministische Arbeit, indem sie in Portoviejo eine Schule für ländliche Dienstleistungsunternehmen gründete und unterhielt, um Frauen die Ausbildung in den Bereichen Gesundheit und Bildung zu ermöglichen. Diese Aufgabe wurde ihr im Rahmen einer Vereinbarung zwischen dem Wirtschaftsministerium und der Nationalen Entwicklungsbank übertragen. Zudem arbeitete sie in Portoviejo an mehreren Reportagen für die Zeitung El Manabita. Ebenfalls 1946 kehrte sie für kurze Zeit nach Quito zurück. Nach dem diktatorischen Staatsstreich von José María Velasco Ibarra am 30. März desselben Jahres brachte sie ein Manifest mit dem Titel Charta der Frauen von Ecuador heraus, in dem sie die von den Linken abgesetzten Lehrerinnen verteidigte, darunter ihre Freundin María Luisa Gómez de la Torre. Im August wurde sie wegen ihres Kampfes in den Straßen von Quito verhaftet und drei Tage später wieder freigelassen. Ende 1946 reiste die Politikerin im Namen der Ecuadorianischen Frauenallianz zum Internationalen Kongress lateinamerikanischer Frauen nach Guatemala, wo sie erstmals öffentlich den Einsatz von Atombomben verurteilte.
1947 reiste sie durch Mittelamerika, gab zahlreiche Konferenzen zur Organisation von Frauenbewegungen und wurde dabei Zeugin der Polizeiexzesse der Diktaturen von Tiburcio Carías Andino in Honduras, Arturo Armando Molina in El Salvador und Anastasio Somoza García in Nicaragua. Schließlich beendete sie ihre Reise in Panama, kehrte 1948 nach Quito und zur dort ansässigen kommunistischen Partei zurück. 1956 eröffnete und leitete sie die erste Konferenz der arbeitenden Frauen von Pichincha, die in Quito tagte und einen Forderungsbrief verabschiedete, in dem die Abschaffung aller Formen der Diskriminierung gegen Frauen gefordert wurde. In den 1960er-Jahren gehörte sie zu den Mitbegründern und Mitbegründerinnen der Zeitschrift Nuestra Palabra, die sich mit den Fragen des Feminismus befasste. Nach dem Bruch Ecuadors mit Kuba gründete sie 1962 die Partei URME, die Revolutionäre Union der ecuadorianischen Frauen. Als das Militär im März 1963 die Macht übernahm, war sie unter den ersten Protestierenden zu finden, die sich für den Erhalt der Demokratie einsetzen. Dabei vertrat sie eine radikale Linie: „Der Sozialismus ist die einzige Zukunft der Menschheit.“
Anfang der 1980er-Jahre nahm sie ihre Schreibarbeit wieder vermehrt auf und vollendete den Roman Los Guandos ihres geschiedenen Ex-Mannes Joaquín Gallegos Lara. Im Jahr 1985 erkrankte ihr zweiter Ehemann Raymond Meriguet Coussegal an Prostatakrebs. Zur Behandlung reiste das Ehepaar nach Havanna. Dort verbrachte sie ihren Lebensabend und verstarb ebenda am 30. Juli des Jahres 2004.

## Meilensteine des aktivistischen und politischen Engagements
- 1934: Nela Martínez Espinosa wird Mitglied der Kommunistischen Partei, Teil des Exekutivausschusses und des Zentralkomitees, außerdem die erste Repräsentantin Cañars, beauftragt mit der Konzentration der linken Parteien in Quito.[3]
- 1935: Mitarbeit an der Wiedervereinigung der linken Parteien.[5]
- 1938: Mitbegründung der Allianza Feminina Ecuatoriana – Kämpfte mit einer Reihe von feministischen und politischen Forderungen für die Förderung von Frauen. Sie hielten Vorträge und Vorlesungen und engagierten sich praktisch.[5] Daraufhin Arbeit in Bogotá an Gründung der Allianza Femenina Colombiana.[5]
- 1941: Mithilfe bei der Organisation des Komitees der antitotalitären Volksbewegung in Ecuador. Wahl zur Sekretärin für Organisation und Propaganda.[5]
- 1942: Teilnahme an erster nationaler antifaschistischer Konferenz in Guayaquil.[5]
- 1942–44: Herausgabe und Mitarbeit an der Zeitung Antinazi.[5]
- 1943: Anschluss an die Acción Democrática Ecuatoriana. Proteste gegen Machtmissbrauch und Willkür der Regierung unter Präsident Arroyo del Río. Konspiration gegen die Regierung als Vorstand der AED.[5]
- 1944: Demonstration und Übernahme des Präsidentenpalastes am 29. Mai nach Vollzug der Revolution in Guayaquil.[5]
- 1945: Posten als zweite Stellvertreterin des durch die Arbeiter und Arbeiterinnen ernannten funktionalen Abgeordneten Pedro Saad in der Nationalen Verfassungsgebenden Versammlung.[5]
- 1945–46: Feministisches Engagement – Gründung der Schule für ländliche Dienstleistungsunternehmen in Portoviejo, um Frauen die Ausbildung im Bereich Bildung und Gesundheit zu ermöglichen.[5]
- 1946: Reise nach Guatemala zum Internationalen Kongress lateinamerikanischer Frauen – öffentliche Aussprache gegen den Einsatz von Atombomben. Daraufhin Hilfe bei der Gründung der kommunistischen Partei in Guatemala.[5]
- 1960er: Mitbegründung der Zeitschrift Nuestra Palabra, die sich mit feministischen Frage- und Problemstellungen beschäftigte.[5]
- 1962: Gründung der URME – die Revolutionäre Union ecuadorianischer Frauen.[5]

## Literarisches Schaffen
Von klein auf war Nela Martínez Espinosa immer von Literatur umgeben. Während ihrer Schulzeit las sie viel, besuchte Bibliotheken und Büchereien, begeistere sich für alle Arten von Literatur. Etwa zu Beginn der 1930er-Jahre, im Einklang mit ihrer beginnenden politischen Aktivität, begann sie selbst zu schreiben und in Zeitschriften zu publizieren. 1934 wurde ihre Erzählung El Azote mit einem Preis ausgezeichnet. Nela Martínez Espinosas literarisches Schaffen ist durchzogen von realistischen Tendenzen. Ihr Schreiben soll die raue Wirklichkeit ihres Landes reflektieren. Sie war literarisch sehr begabt, machte von ihrem Talent und ihren stilistischen Kompetenzen Gebrauch. Wichtige Themen ihrer Werke waren stets die Situation der indigenen Bevölkerung und die Diskriminierung bestimmter Ethnien in Ecuador. Ihr Gedicht La Estrella, das etwa 1960 publiziert wurde, stellt eine Annäherung an die Lebenswelt der indigenen Bevölkerung dar. Außerdem von Bedeutung für ihr Schaffen waren die Themen Machtmissbrauch durch diktatorische Regierungen, die Situation der Arbeiter und Arbeiterinnen, der Frauen, der Entrechteten und Menschenrechtsverletzungen im Allgemeinen. Die Bestrebungen auf die genannten Themen aufmerksam zu machen, werden besonders in den Erzählungen La Machorra und Cuentos de la Tortura deutlich. Dort zeigt die Autorin die soziale Rolle der Frau auf, die unteilbar mit den patriarchalen Strukturen der Gesellschaft verbunden ist. Sie zeigt wie Frauen anhand von Rollenvorstellungen und Angst vor öffentlicher Schmach unterdrückt werden. In La Machorra wird das Leben einer armen Frau lateinamerikanischen Ursprungs in den Fokus gerückt, die von weißen Männern verspottet und sexuell missbraucht wird und daran zu Bruch geht. Cuentos de la Tortura erzählt von einer armen Schwarzen Mutter, die ihrem Sohn vor ihren eigenen Augen beim Sterben zusehen muss, da er fälschlicherweise des Waffendiebstahls bezichtigt wird. Statt zu resignieren, erhebt sie sich gegen diese Ungerechtigkeit und kämpft für ihre Rechte.
Zu Beginn der 1980er-Jahre nahm sie die Arbeit am unvollendeten Roman Los Guandos ihres ersten Ehemannes auf. Sie sah es als ihre Verantwortung an, das Buch zu vollenden, da der Beginn ein Zeugnis der Geschichten war, von welchen Nela Martínez Espinosa selbst ihrem damaligen Ehemann erzählt hatte. Der Roman handelt von der Ausbeutung der Arbeitskraft der indigenen Bevölkerung. Es war der Autorin ein Anliegen, von deren Leben zu erzählen, da sie das Elend im Laufe ihres Lebens stets aus unmittelbarer Nähe beobachten konnte. Um die Geschichte zu vollenden, isolierte die Schriftstellerin sich, führte keine Telefonate mehr und nahm nur unumgängliche Termine wahr. Ihr Ziel war es, die Wahrheit über die Zustände in ihrem Land niederzuschreiben und auf die Lebensrealität der Einheimischen aufmerksam zu machen, die von Gewalt und Ausbeutung geprägt war. Sie wollte ein Stück Geschichte dokumentieren.
Ihre Autobiografie Yo siempre he sido Nela Martínez Espinosa: Una autobiografía hablada erschien posthum im Jahr 2005. Eine zweite, überarbeitete Version erschien 2018. Das Buch ist in sieben Kapitel unterteilt, die das Leben der Autorin und Politikerin aus eigener Perspektive geschildert darlegen. Der Epilog über ihren Lebensabend in Havanna wurde durch ihre Tochter ergänzt. Die Autobiografie ist mit Bildern, Illustrationen und Manuskripten ausgestattet, die größtenteils im Archiv Martínez-Meriguet zu finden sind. Auch hier ist der Schwerpunkt immer ihr politisches Engagement, ihr unbeugsamer Wille, gegen die Ungerechtigkeiten ihres Landes zu kämpfen und ihr literarisches Schaffen, das ihr stets dabei half, ihre Überzeugungen in die Welt zu tragen.
Die Autorin schrieb zahlreiche Kurzgeschichten und Artikel zu den Themen Kultur und Politik für diverse Zeitschriften, Zeitungen und Magazine. Darunter die Zeitungen Ámerica aus Montevideo und Continental aus Kuba. Dies geschah oft unter Verwendung eines Pseudonyms, zum Beispiel als Meliasur für El Telégrafo, Rosa Sol, Bruna Tristán oder Mariana de Pineda, nachdem ihr das Publizieren zeitweise verboten war. Es gibt keine vollständige Liste, die ihr Werk als Ganzes, ihre einzelnen Veröffentlichungen verzeichnet. Nur einige wenige ihrer Erzählungen blieben erhalten. Sie schrieb immer per Hand, denn sie war Computern gegenüber abgeneigt. Nela Martínez Espinosa wählte eine direkte und klare Sprache, um ihre politischen Überzeugungen in ihrem literarischen Werk deutlich zu kommunizieren. Ihre Priorität war es, zur Entwicklung Ecuadors beizutragen. Es war für sie unumgänglich, ihre literarischen Ambitionen diesem Zweck unterzuordnen. Über ihr Schaffen sagte sie selbst:
„Für mich ist das Schreiben eine einfache Notwendigkeit; Es ist keine Karriere, kein Beruf. Es ist etwas, das ich mit dem Leben verbinde, mit den Schwierigkeiten, mit den Dingen, die in diesem Leben passiert sind. Und weil ich die Dinge ausdrücken muss, die ich denke, die ich habe, die ich wahrnehme und jene, von denen ich denke, dass sie gesagt werden müssen...Es ist ein Weg die Geschichte in Worte zu fassen, das auf jeden Fall!“
Nela Martínez Espinosa gilt als erste ecuadorianische Autorin des 20. Jahrhunderts, deren erzählerisches Zeugnis über den Traditionalismus hinausging und einen Vorläufer des sozialistischen Realismus der 1930er-Jahre darstellte.

## Werke

### Lyrik
- La Estrella. Universidad de Guayaquil, Guayaquil 1960.[16]

### Kurzprosa
- El Azote. o. O., Ca. 1930.
- La Machorra. Revista Altiplano N°8, Bolívar 1967. Englische Übersetzung von Susan E. Benner in: Fire from the Andes. Short Fiction by Women from Bolivia, Ecuador, and Peru. University of New Mexico Press, New Mexico 1998, S. 75–81.
- Sequía. o. O., o. J.
- Panama Hat. o. O., o. J.
- Cuentos de la tortura. Revista Casa de las Américas, Kuba o. J.

### Roman
- Los guandos. Ed. El Conejo, Quito: 1982. Begonnen von Joaquín Gallegos Lara, fortgesetzt und fertiggestellt von Nela Martínez Espinosa.

### Monografie
- Manuela Sáenz. Coronela de los ejércitos libertadores de América. Taller de Comunicación Mujer, Quito 2000.

### Autobiografie
- Yo siempre he sido Nela Martínez Espinosa. Una autobiografía hablada. CONAMU, Cañar 2005. Zweite überarbeitete Ausgabe UNAE, Cañar 2018.